# Nowohryhoriwka (Perwomajsk, Blahodatne)
Nowohryhoriwka (ukrainisch Новогригорівка; russisch Новогригоровка Nowogrigorowka) ist ein Dorf im Norden der ukrainischen Oblast mit etwa 380 Einwohnern (2001).

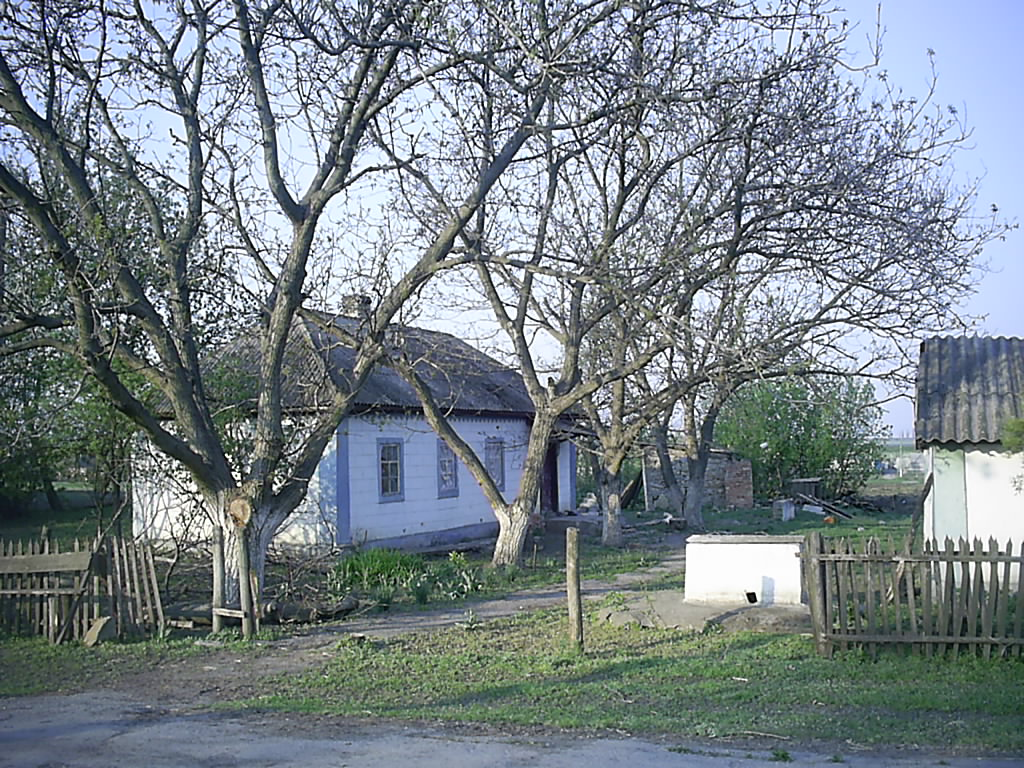
Blick ins Dorf

Das 1895 gegründete Dorf liegt an der Grenze zur Oblast Kirowohrad auf einer Höhe von 190 m, 20 km nördlich vom Gemeindezentrum Blahodatne, 31 km nördlich vom ehemaligen Rajonzentrum Arbusynka und etwa 160 km nordwestlich vom Oblastzentrum Mykolajiw.
Südlich vom Dorf verläuft die Fernstraße M 13 zwischen Kropywnyzkyj und Okny an der Grenze zur Republik Moldau.
Am 7. September 2016 wurde das Dorf ein Teil der Landgemeinde Blahodatne, bis dahin bildete es die gleichnamige Landratsgemeinde Nowohryhoriwka (Новогригорівська сільська рада/Nowohryhoriwska silska rada) im Norden des Rajons Arbusynka.
Seit dem 17. Juli 2020 ist es ein Teil des Rajons Perwomajsk.